# The Tears
The Tears – brytyjski zespół muzyczny założony w 2004 roku przez wokalistę Bretta Andersona i gitarzystę Bernarda Butlera. Formacja w swojej karierze wydała tylko jedną płytę zatytułowaną Here Come The Tears.

## Historia
Brett Anderson i Bernard Butler poznali się w roku 1989, w którym też założyli grupę Suede, tworząc duet kompozytorski. Mimo zdobycia dużej popularności i przychylności krytyków muzycznych Butler odszedł z zespołu w roku 1994, podczas nagrywania drugiej płyty formacji, Dog Man Star. Powodem jego decyzji były nieporozumienia między nim a zespołem.
Przez kolejne dziesięć lat Anderson i Butler nie podjęli żadnej współpracy. Dopiero w roku 2004 uformowali grupę The Tears, której nazwę zaczerpnęli z poematu Philipa Larkina zatytułowanego Femmes Damnées. Z założenia zespół miał nie wykonywać utworów Suede. Tylko jeden raz zrobił wyjątek, grając stronę B The Living Dead. Pierwszy koncert odbył się 14 grudnia 2004 roku i zaprezentowano na nim jedynie nowy materiał. Szóstego czerwca 2005 roku wydali jak dotąd jedyną płytę zatytułowaną Here Come The Tears. Podobnie. jak w poprzednich latach, za całość materiału odpowiedzialni byli jedynie Anderson i Butler. Utworem promującym album została piosenka Refugees, której udało się dotrzeć do pierwszej dziesiątki najlepiej sprzedających się singli. Tego sukcesu nie udało się powtórzyć kolejnemu singlowi, jakim był utwór Lovers.
Album zdobył pozytywne recenzje, lecz jego sprzedaż utrzymywała się na średnim poziomie. Formacja ruszyła w trasę koncertową, grając między innymi na festiwalach w Glastonbury i T in the Park. Mniej więcej w tym czasie Anderson i Butler zaczęli czuć się zmęczeni aktywnością związaną z grupą. W roku 2006 ogłoszono zawieszenie działalności zespołu. Wokalista przyznał, że mieli zamiar zacząć tworzyć materiał na kolejny album, lecz nie sprawiało im to już przyjemności. Dodał jednak, że szanse na wydanie kolejnej płyty są duże. Mimo to, ta jak dotąd kolejna płyta nie ukazała się.
Po roku 2006 Anderson rozpoczął karierę solową, a Butler zajął się produkcją muzyczną.

## Dyskografia

### Albumy studyjne
- Here Come The Tears (2005)

### Single
- Refugees (2005)
- Lovers (2005)